# Fosfatidilcolina-sterolo O-aciltransferasi
La fosfatidilcolina-sterolo O-aciltransferasi ( o LCAT cioè lecitina-colesterolo-acil-transferasi) è un enzima appartenente alla classe delle transferasi, che catalizza la seguente reazione:
fosfatidilcolina + uno sterolo ⇄ 1-acilglicerofosfocolina + un estere di sterolo
I residui palmitoil, oleoil e linoleoil possono essere trasferiti; diversi steroli, tra cui il colesterolo, possono agire da accettori. L'enzima batterico può catalizzare anche le reazioni della fosfolipasi (numero EC 3.1.1.4) e della lisofosfolipasi (numero EC 3.1.1.5).

## Nell'uomo
L'enzima è composto da 416 amminoacidi ed è associato maggiormente alle HDL.
Attivatori di questo enzima sono le proteine Apo A-I e Apo C-I, associando l'enzima con queste proteine si ha l'esterificazione del colesterolo portato dalle HDL.
Per azione dei fosfolipidi di superficie delle HDL si ha la formazione di lisofosfolipidi (trasportati poi dall'albumina) e colesterolo esterificato.